# اسلووانکا
اسلووانکا (به لاتین: Slovanka) یک کوه در جمهوری چک است که در هورنی ماکسوف (لوتشانی ناد نیسوو) واقع شده‌است. اسلووانکا ۸۲۰ متر بالاتر از سطح دریا واقع شده‌است.